# Visca l'amor!
Visca l'amor! és el setè àlbum de Guillermina Motta, publicat el 1968 per la discogràfica Concèntric. El 1969 també es va fer un EP homònim amb 4 de les cançons de l'àlbum més llarg, que són: Cançó del pobre marit, Cançó del desig farsant, Mester d'amor i Canticel. L'any 2002, Columna Música va publicar el contingut d'aquest àlbum Visca l'amor! a Fent equilibris 1. 1964-1968, un àlbum recopilatori de la seva obra entre el 1964 i el 1968, com a part de les seves obres completes fins a la data.

## Cançons[3]
1. Cançó de la malmonjada (anònim - Guillermina Motta)
2. No puc dormir soleta (anònim - Guillermina Motta)
3. Si no girau los vostres ulls (Joan Roís de Corella - Guillermina Motta)
4. Una senyora de cor galant (anònim - Guillermina Motta)
5. Tan belles olors haveu (anònim - Guillermina Motta)
6. L'amor és que m'aturmenta (Pere Serafí - Guillermina Motta)
7. Senyora, gràcia i mercès (anònim - Guillermina Motta)
8. Si portau din din (Valeri Fuster - Guillermina Motta)
9. Cançó del pobre marit (Josep Maria de Sagarra - Guillermina Motta)
10. Cançó del desig farsant (Josep Maria de Sagarra - Guillermina Motta)
11. Nodreix l'amor (Joan Maragall - Guillermina Motta)
12. Canticel (Josep Carner - Guillermina Motta)
13. Cançó d'un doble amor (Josep Carner - Guillermina Motta)
14. Lorelei (Gabriel Ferrater - Guillermina Motta)
15. Mester d'amor (Joan Salvat-Papasseit - Guillermina Motta)
16. Visca l'amor (Joan Salvat-Papasseit - Guillermina Motta)

## Sobre les lletres
- 1. Cançó de la malmonjada (anònim - Guillermina Motta) - Poema anònim del segle xiv en que una dona es queixa per haver estat forçada a esdevenir monja. Només se'n conserva aquest fragment del poema, que apareix al cançoneret contingut al manuscrit 129 de Ripoll, conservat a l'Arxiu de la Corona d'Aragó, i que fou escrit circa 1340, possiblement a Castelló d'Empúries, al voltant de l'infant Pere de Ribagorça, comte d'Empúries.[4]
- 2. No puc dormir soleta (anònim - Guillermina Motta) - aquest poema anònim data del segle xv.[5]
- 3. Si no girau los vostres ulls - Aquest títol correspon a la segona part del poema Balada de la garsa i l'esmerla, de Joan Roís de Corella (segle xv)[6]
- 4. Una senyora del cor galant (anònim - Guillermina Motta) - anònim del segle xv, comença amb el dístic: "Una senyora que ací ha / jo l'auré o·m costarà".[7]
- 5. Tan belles olors haveu - anònim del segle xvi, comença amb el dístic: "En clavell, si·m ajut Déu / tan belles olors aveu!".[8]
- 7. Senyora, gràcia i mercès - anònim del segle xvi.[9]
- 8. Si portau din din (Valeri Fuster - Guillermina Motta) - La lletra és part d'un poema burlesc del poeta valencià renaixentista Valeri Fuster (s.XVI), i es va publicar en un plec a València el 1556.[10] El poema està dividit en dues seccions corresponent a dues veus: en la primera, intitulada Canción muy gentil en la qual [sic] ruega un gentil hombre a su amiga que por merced le acoja aquella noche a dormir en su casa i en castellà, un home galant canta les lloances de l'aimia perquè el deixi entrar a casa; i en la segona, intitulada Resposta de la sua amiga al sobre dit galant i en català, la donzella en qüestió, enfadada amb ell o amb els homes en general, el rebutja amb molta empenta i d'una forma altament irònica, indicant-li que no li valen les lloances, que ha aprés molt i ara només creu en els diners, que seria la clau que obriria la porta. És la segona part que està musicada aquí, i comença amb l'estrofa: "No em ploreu davant / per entrar ací; / si porteu din-din / dormirau amb mi."[11]